# أبو أحمد الجلودي
أبو أحمد عبد العزيز بن يحيى بن أحمد بن عيسى الجلودي الأزدي (توفي في 332هـ/944م) هو مؤرِّخ وأديب ولغوي وعالم دين شيعي من البصرة، عاش في القرن الرابع الهجري.

## سيرة
ولد عبد العزيز بن يحيى بن أحمد في مدينة البصرة، وعاش فيها حيث يُشار إليه أنَّه من أهل تلك المدينة، وتعود أصوله إلى قبيلة أزد العربية، ويُنسَب إليها، ويُنسب كذلك إلى قرية جلود، فيُقال الجلودي. أكثر مساهماته في التاريخ والفقه والأدب وعلوم الدين، إلا أنَّه كان مهتماً بالعلوم اللغوية أيضًا، وله كتاب في النحو العربي. كان عبد العزيز الجلودي شيعياً على المذهب الإمامي، وهومن أصحاب محمد الباقر، وله مؤلفات في التفسير والقراءات القرآنية والفقه الشيعي. يُكنَّى عبد العزيز بأبي أحمد، وهذا يُرجِّح أنَّ له ولداً بذلك الاسم. يصفه ابن النديم في «الفهرست»: «من أكابر الشيعة الإماميَّة، ورواة الآثار والسِيَر». تُوفِّي أبو أحمد الجلودي في السابع عشر من ذي الحجة في سنة 332 من التقويم الهجري.

## مؤلفات
تُنسَب إليه المؤلفات التالية:
| - «كتاب المطر» (في اللغة). - «كتاب السحاب والمطر والرعد والبرق» (في اللغة). - «كتاب الأطعمة» (في اللغة). - «كتاب الأشربة» (في اللغة). - «كتاب اللباس» (في اللغة). - «كتاب التفسير» (في علوم القرآن). | - «كتاب ما نزل فيه من القرآن» (في علوم القرآن). - «كتاب القراءات» (في القراءات القرآنية). - «كتاب المتعة وماء جاء في تحليلها» (في الفقه). - «كتاب النحو» (في النحو العربي). - «اخبار خالد بن صفوان» (في السير والأخبار). - «كتاب المرشد والمسترشد». - «كتاب الزهد». |